# آلما، نیو برانزویک
الما، نیو برانزویک (به انگلیسی: Alma, New Brunswick) یک منطقهٔ مسکونی در کانادا است که در نیوبرانزویک واقع شده‌است.

## خصوصیات
الما ۴۷٫۶۴ کیلومترمربع مساحت و ۲۳۲ نفر جمعیت دارد.